# حسان البجاوي
حسان البجاوي (مواليد 14 فبراير 1975) هو لاعب كرة قدم. يلعب مع منتخب تونس لكرة القدم. سبق له أن لعب في كأس العالم لكرة القدم مع منتخب بلاده.

## روابط خارجية
- حسان البجاوي على موقع الاتحاد الدولي (مؤرشف)  (الإنجليزية)
- حسان البجاوي على موقع قاعدة بيانات كرة القدم.إي يو (الإنجليزية)
- حسان البجاوي على موقع ناشيونال فوتبول تيمز (الإنجليزية)
- حسان البجاوي على موقع كووورة